# Geschiedenis van de Christelijke Gereformeerde Kerken
De Christelijke Gereformeerde Kerken (CGK) vormen sinds 1892 een kerkgenootschap binnen het protestantisme in Nederland. De wortels van het kerkverband liggen in de Afscheiding van 1834. In 1892 besloot een zeer kleine groep van drie gemeenten onder leiding van de predikanten Frederik Philip Louis Constant van Lingen en Jacobus Wisse de beslissing om niet mee te gaan in de fusie met de dolerenden en Christelijk Gereformeerd te blijven. In de jaren daarop groeide het kerkverband van de Christelijke Gereformeerde Kerk weer snel aan. In 2024 waren er 181 Christelijke Gereformeerde Kerken in Nederland (en België).

## Voorgeschiedenis en vorming van het kerkverband
De Christelijke Gereformeerde Kerken zijn met enige tussenstappen voortgekomen uit de Afscheiding van 1834, toen verschillende gereformeerden zich losmaakten van de Nederlandse Hervormde Kerk, de oude volkskerk. De redenen dat men zich van de Hervormde Kerk had afgescheiden waren:
- De gereformeerde belijdenis functioneerde in de Nederlandse Hervormde Kerk niet meer. De Groninger hoogleraar Petrus Hofstede de Groot (1802-1886) vond dat de Nederlandse Hervormde Kerk aan de Drie Formulieren van Enigheid niet meer gebonden was. Deze theologische stroming werd aangeduid als de Groninger Richting. Volgens kerkhistoricus Louis Praamsma (1910-1984) was het theologisch klimaat van de achttiende eeuw beïnvloed door de Verlichting en het Schrift-kritisch onderzoek. De theologie werd getypeerd door de kernwoorden: De Rede: de Bijbel diende als ieder menselijk boek kritisch gelezen te worden. De deugd: de mens is ten diepste goed en rechtschapen. De natuur: de mens is een veredelde wilde, hij moet opgevoed worden met christelijke deugden en waarden. Verdraagzaamheid en Tolerantie: Ware deugd is belangrijker dan de wijze van godsdienstverering. Vooruitgang: ontwikkelingsgedachte vanuit een positief mensbeeld. Tegen deze ontwikkelingen kwam verzet van orthodoxe zijde. Een voorbeeld was Antonius Driessen (1684-1748) die tussen 1717 en 1748 docent in Groningen was. Tot zijn leerlingen hoorden Wilhelmus Schortinghuis de auteur van het Innige Christendom en Alexander Comrie die zijn medewerking verleende aan het boek Examen van het ontwerp van Tolerantie. Toen de achttiende eeuw in de negentiende eeuw was overgegaan was de Nederlandse Hervormde Kerk naar het oordeel van Praamsma "in meerderheid vrijzinnig of gematigd orthodox."[1] Hendrik de Cock was tijdens zijn studiejaren van de Institutie van Calvijn en de Dordtse Leerregels onkundig gebleven. Na zijn bekering dat plaatsvond tijdens zijn predikantschap in Ulrum begon hij deze werken te verdedigen.
- De gereformeerde kerkregering (de Dordtse kerkorde) was in de Nederlandse Hervormde Kerk afgeschaft. In plaats daarvan kwam er in 1816 een 'Algemeen Reglement', dat voorzag in een hiërarchische kerkstructuur met aan het hoofd koning Willem I
- Predikanten die de gereformeerde belijdenis verdedigden werden door de classisbesturen van de Nederlandse Hervormde Kerk afgezet.

## Periode 1834-1869
Op 13 oktober 1834 tekenden in Ulrum de eerste afgescheidenen de Acte van Afscheiding of Wederkeer. Ze wilden met deze term uitdrukken tot de gereformeerde leer te zijn teruggekeerd. De Afscheiding van 1834 was hiermee een feit. Binnen een jaar omvatte de groep landelijk 20.000 leden. De ARP-politicus Hendrik Algra (1896-1982) sprak in zijn boek Het wonder van de negentiende eeuw van een explosieve groei van afgescheiden gemeenten, met name in het noorden van het land. In 1836 waren er circa 130 afgescheiden kerken.
De periode die volgde, kreeg de naam crisis der jeugd. Van buitenaf was er de vervolging door de overheid door hoge boetes, gevangenisstraf en inkwartiering van soldaten. Men werd gedwongen de naam gereformeerd prijs te geven. Intern openbaarde zich meningsverschillen. De afgescheidenen vielen in twee groepen uiteen: de Christelijke Afgescheiden Gemeenten en de Gereformeerde Kerken onder het Kruis. Om aan de vervolging te ontkomen emigreerden onder leiding van de predikanten Albertus Christiaan van Raalte (1811-1876) en Hendrik Pieter Scholte (1805-1868) groepen afgescheidenen naar de Verenigde Staten.
Mede doordat de afgescheidenen in Guillaume Groen van Prinsterer (1801-1876) een pleitbezorger hadden gevonden, besloot de overheid te stoppen met vervolging van de afgescheidenen. In 1837 publiceerde Groen de brochure De maatregelen tegen de Afgescheidenen aan het Staatsrecht getoetst en voerde een pleidooi voor de rechtbank "dat de afgescheidenen geen nieuwe sekte vormden, maar dat zij leden zijn van de gereformeerde gezindheid." Met de introductie van dit begrip legde Groen de basis voor interkerkelijke samenwerking van alle gereformeerden op basis van de gereformeerde belijdenis. Zes jaar na de troonsbestijging van Willem II in 1840 kwamen de vervolgingen van de gereformeerden buiten het hervormde kerkgenootschap definitief ten einde.

## Vereniging van 1869 en 1892
In 1869 vond een hereniging plaats tussen Christelijke Afgescheiden Gemeenten en de Gereformeerde Kerken onder het Kruis. De vereniging vond plaats op basis van de volgende overeenkomsten: 1. Het erkennen van elkaars kerken en voorgangers 2. De benaming zou voortaan Christelijke Gereformeerde Kerk zijn 3. In leer, eredienst en tucht moest het kerkverband aansluiten bij de gereformeerde leer en grondslagen. In 1884 telde de Christelijke Gereformeerde Kerk 400 gemeenten, driehonderd predikanten en bijna 300.000 leden en doopleden.
Niet alle afgescheiden groeperingen deden mee. Rondom de predikanten Cornelis van den Oever (1802-1877) en Elias Fransen (1827-1898) bleven er gemeenten zelfstandig. Later zouden deze gemeenten met de Ledeboeriaanse gemeenten onderdak vinden in het kerkverband van de Gereformeerden Gemeenten.
Op 17 juli 1892 fuseerde het overgrote deel van de Christelijke Gereformeerde Kerk nogmaals, nu met de Nederduitse Gereformeerde Kerk (de dolerenden) tot de Gereformeerde Kerken in Nederland.
Slechts drie gemeenten, Teuge, Zierikzee en Noordeloos, besloten de Christelijke Gereformeerde Kerk voort te zetten.

#### Het Wekkertje
Het waren de predikanten Frederik Philip Louis van Lingen (1832-1913) en Jacobus Wisse (1843-1921) die de voornaamste woordvoerders waren in de kring van bezwaarden tegen een vereniging met de kerken voortgekomen uit de Doleantie onder leiding van Abraham Kuyper (1837-1920). Voor de verspreiding van de boodschap was het middel Het Wekkertje waarmee zij het kerkvolk wilden wakker schudden. Op 20 juli 1892 kwam men in Utrecht bijeen en vond men elkaar in de stelling om te blijven wat men was: christelijk-gereformeerd, een naam die in de tijd van de Reformatie al in gebruik was.

#### De bezwaren van Van Lingen en Wisse
1. De leer van de veronderstelde wedergeboorte die door Kuyper werd voorgestaan. In zijn preken drong Kuyper aan op “de noodzaak van zelfonderzoek”, want hij hield staande dat niet allen daadwerkelijk wedergeboren waren, maar wel dat het zaad der kerk ervoor moest worden gehouden tenzij het tegendeel zou blijken. Van Lingen en Wisse vonden de leer van Kuyper in strijd met de Bijbel.
2. De beginselen van de Afscheiding van 1834 en de Doleantie van 1886 zijn met elkaar in strijd. Voor Van Lingen en Wisse was het verlaten van het hervormde kerkgenootschap “ziende op Gods gebod en blind voor de toekomst” (men wilde geen strijd om de kerkelijke goederen maar terugkeer tot beginselen van de Gereformeerde Kerk van de Reformatie. Achter de afscheidingsbeweging zat geen strategie of voorbewerkt plan. De Nederlandse Hervormde Kerk was volgens de afgescheidenen een 'valse kerk' vanwege de ongehoorzaamheid aan de gereformeerde belijdenis. De doleantie-beweging was volgens de afgescheidenen geregisseerd door Kuyper en teveel gericht op enkel behoud van de kerkelijke goederen.
3. Kerkrechtelijke bezwaren: de plaatselijke gemeenten waren volgens de bezwaarden onvoldoende betrokken geweest in het verenigingsproces. In het presbyteriale kerkmodel zijn de plaatselijke gemeenten tot op zekere hoogte autonoom.

## Periode 1892-1944

#### Opbouw van de organisatie
Op 1 januari 1893 telde de doorgestarte Christelijke Gereformeerde kerk negen gemeenten: Zierikzee, Noordeloos en Teuge, ’s-Gravenhage, Utrecht, Rotterdam, Dordrecht, Lutten en Arnhem. In 1894 besloot de synode tot verdeling van alle gemeenten in vier classes. In 1896 waren er 32 gemeenten, in 1908 reeds 76 gemeenten met negen preekplaatsen.
Jacobus Wisse was begonnen om vanuit zijn woonplaats Den Haag theologisch onderwijs te geven aan Pieter Johannes Marie de Bruin die als enige student de Theologische School van Kampen in 1892 had verlaten. Van Lingen gaf in Rotterdam les in de oude talen. In 1894 werd besloten tot de oprichting van een Theologische School, die voorlopig in Den Haag werd gevestigd. De doorgestarte Christelijke Gereformeerde Kerk werd vanuit de Gereformeerde Kerken gezien als een "scheurkerk" en ook zou zich onder hen "geen enkele knappe kop" begeven. De Haarlemse predikant Johannes Schotel (1825-1914) die zich na enkele jaren alsnog aan de zijde van de bezwaarden voegde schreef in De Wekker:
"Voor enige jaren, meen ik, schreef dr. Kuyper, dat de eenvoudigste gelovige Kootwijker boer meer kennis van de theologie had dan een beroemd professor aan de Leidsche hogeschool, die door zijn kritiek den Bijbel trachtte af te breken. Jammer, dat die Kootwijkers weer onttroond worden. Och, men bouwt op en breekt af, verhoogt en vernedert naar believen, al naar dat het in de kraam te pas komt. Gelukkig, dat de Heere zelf de armen van geest tot echte theologen stempelt. Er staat een overblijfsel, een wonder van Gods genade, een klein hoopske, doch in ‘s Heeren kracht een Gideons bende. In haar vaandel prijkt: „D’ eenvoudigen wil God steeds gadeslaan.”— De Wekker 30 oktober 1896
Toch wilde de Christelijke Gereformeerde Kerk wel gaan bouwen aan een serieuze theologische opleiding in de lijn van het Convent van Wezel (1568) en in de traditie van Johannes Calvijn (1509-1564). Op 11 september 1894 werd door Schotel de Theologische School geopend. Tussen 1899 en 1919 was de opleiding in Rijswijk gevestigd, hierna verhuisde de opleiding definitief naar Apeldoorn. Bij de komst van Gerard Wisse in 1928 werden de docenten op voorstel van ds. Jan Willem Geels (1880-1950) hoogleraar of professor genoemd.
De meeste studenten kregen eerst een vooropleiding voor begonnen werd met het theologisch onderwijs en de oude talen. Als docenten werden Van Lingen en J. Wisse Czn. benoemd. In het curatorium zaten de predikanten: PH.J. Wessels, P.J.M. de Bruin, J. Schotel, J.W. Drayer en J.R. Kreulen. Laatst genoemde keerde in 1899 met een groot deel van de gemeente Suawoude weer terug naar de Gereformeerde Kerken. In 1857 en 1858 schreef deze predikant in De Bazuin een aantal artikelen over het aanbod van genade. Dit bracht hem in conflict met de Drentse richting van ds. Hendrik Joffers (1807-1874) die leerde: de beloften van het evangelie zijn alleen voor de uitverkorenen. Bekend was ook het boekje van ds. Kreulen waarin deze het recht van de Afscheiding van 1834 verdedigde: De Apologie: Is de Afscheiding uit God of uit de menschen (1856.)
In 1898 kwamen er zes kandidaten van de theologische school af waaronder Hector Janssen (1872-1944), destijds 26 jaar oud. Janssen werd predikant in Amsterdam. De gemeente van Amsterdam breidde zich onder zijn bediening uit en in de regio kwamen er nieuwe gemeenten of preekplaatsen bij, waaronder Nieuwendam, Bussum, Opperdoes en Hilversum.
In 1904 vertrok Janssen naar Leiden waar zich een kleine gemeente had gevormd van spijtoptanten (leden die vanuit de Gereformeerde Kerken in Nederland terugkeerden naar de Christelijke Gereformeerde Kerk). Kort daarna werd er in Rijnsburg een gemeente gesticht. In 1909 werd Janssen benoemd als hulpdocent aan de theologische school. Deze taak vervulde hij tot het uitbreken van de Eerste Wereldoorlog. Toen werd hij veldprediker. In deze rol kreeg hij grote bekendheid.
In 1928 werden de eerste zendelingen namens de Christelijke Gereformeerde Kerk uitgezonden. Arie Bikker (1898-1977) en Maarten Geleijnse (1893-1985) werkten in het Torajaland, een gebied in de toenmalige Nederlandse kolonie Indonesië. Het kerkverband De Gereja Toraja Mamasa dat uit dit zendingswerk is voortgekomen, functioneert sinds 1950 zelfstandig en telde in 2016 ongeveer 150.000 leden, verdeeld over meer dan 500 gemeenten.
Het kleine blaadje dat aanvankelijk verscheen onder de naam van Het Wekkertje groeide uit tot een tamelijk weekblad De Wekker. Een maandelijks zendingsblad verscheen onder de naam Uw Koninkrijk kome terwijl de Bond van Christelijke Gereformeerde Jongelingsverenigingen het blad Luctor et Emergo uitgaf. In januari 1896 verscheen het eerste kerkelijk jaarboekje.

#### Theologische accenten
In haar doorstartperiode na 1892 profileerde de Christelijke Gereformeerde Kerk zich overwegend als bevindelijk-gereformeerd. Docent Van Lingen legde nadruk op de noodzaak van wedergeboorte en bekering die van Boven komt. Anderzijds sloot dit voor hem het staan naar kennis en waardering van de wetenschap, voor zover niet in strijd met de Schrift als Gods openbaring, niet in de weg. Volgens T. Brienen "werd er vroeger binnen de CGK sterke nadruk gelegd op de wedergeboorte; in later tijd kwam het accent meer te liggen op de rechtvaardiging door het geloof. Er is wel gesproken van een Calvijn-reveil waar ds. W. Kremer (1896-1985) hoogleraar van 1954-1969 een voortrekkende rol in had." 
In 1933 benadrukte Leendert Huibert van der Meiden (1882-1962) tijdens een predikantenvergadering in Apeldoorn het belang van een Schriftuurlijk-bevindelijke prediking. Volgens hem behoorde men niet alleen te preken wat Christus voor de Zijnen deed, "maar ook wat Hij door Woord en Geest in hun harten werkt." Hiermee knoopte hij aan bij een zinsnede die uit de Institutie van Calvijn te herleiden is. "Het bevindelijk element in de prediking is niet iets aparts, bijkomend bij de bediening des Woords, maar is er een essentieel deel van, want de Inspirator der Heilige Schrift, Die ook de Generator des zondaars is, geeft ons in het Woord te verstaan, wat het bevindelijke leven is." "Wie waarlijk Gods Woord preekt, preekt bevindelijk leven." "Waar het bevindelijk element gemist wordt in de prediking of niet ten volle uitkomt, is er dus niet van volle bediening des Woords sprake. Men moge dan hoog roemen in zijn objectiviteit en prat gaan op zijn openen van het Woord, er is een schromelijk tekort in de bediening des Woords, een tekort dat zeer ernstig is, omdat het niet beantwoordt aan het doel van de Inspirator en Generator."
Gerard Wisse (1873-1957) die in 1920 als predikant vanuit de Gereformeerde Kerken naar de Christelijke Gereformeerde Kerk was overgekomen en in 1928 docent werd in Apeldoorn, benadrukte in zijn boekje De ambtelijke bediening van Christus in de gelovigen "dat wie de ware en volle Christus wil verkondigen, ook deze zijde (namelijk het bevindelijk functioneren van de drie ambten van Christus) naar voren zal brengen."
Jan Hovius (1900-1979) die in 1947 hoogleraar in Apeldoorn werd schreef: "De voorwerpelijke zijde bestaat in de verzoening door het plaatsbekledend lijden en sterven van Christus. Door de arbeid van Zijn ziel heeft Hij de vergeving verworven en verzoening aangebracht. En mede door deze arbeid heeft Hij de levendmakende Geest verworven, die nu de aangebrachte verzoening zal toepassen en bovendien het hart zal vernieuwen. Dit alles is de voorwerpelijke zijde, waar nu de onderwerpelijke zijde bij moet komen. En de onderwerpelijke zijde is, dat die Geest van Christus de verworven verzoening toepast."
Willem Kremer (1896-1985) schreef in 1954 "dat de terechte kritiek op veel prediking is, niet dat ze te weinig exegetisch, te weinig dogmatisch, zelfs niet te weinig actueel is, maar dat zij te weinig geestelijk is." "Gods soevereiniteit en de menselijke verantwoordelijkheid moeten beide in de prediking ten volle gehandhaafd worden: Er mag niet vrijblijvend voor toeschouwers gepreekt worden. We worden eenzijdig waar we óf alleen maar de soevereiniteit van God prediken in Zijn uitdeling van het heil en waar de verantwoordelijkheid van de hoorder wordt verzwegen óf waar alleen de verantwoordelijkheid wordt gepreekt en het lijkt alsof de mens het heil binnen eigen bereik heeft en er voor het werk van de Heilige Geest in ons geen plaats en noodzaak meer lijkt te zijn."

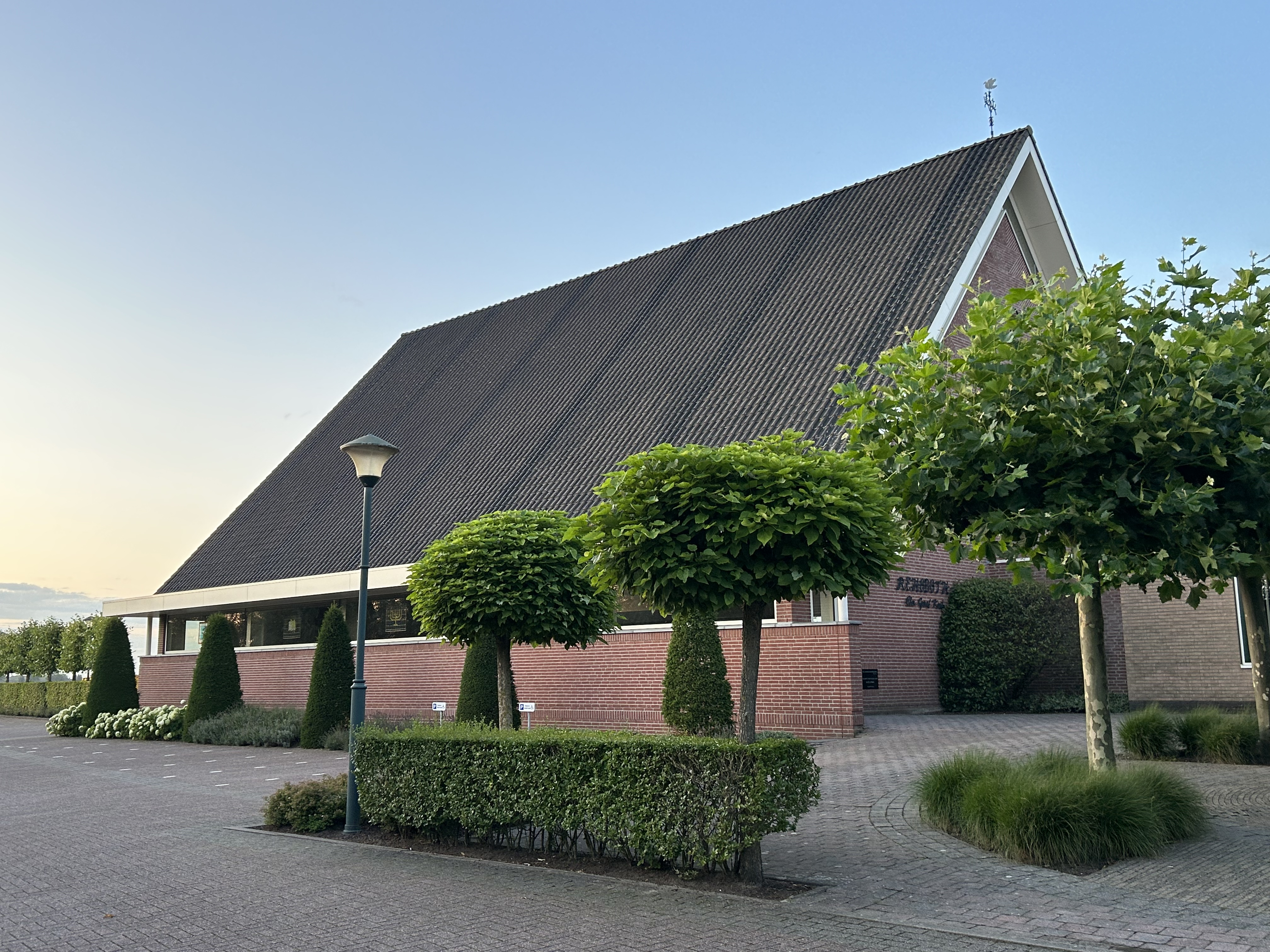
Christelijke Gereformeerde Kerk te Noordeloos

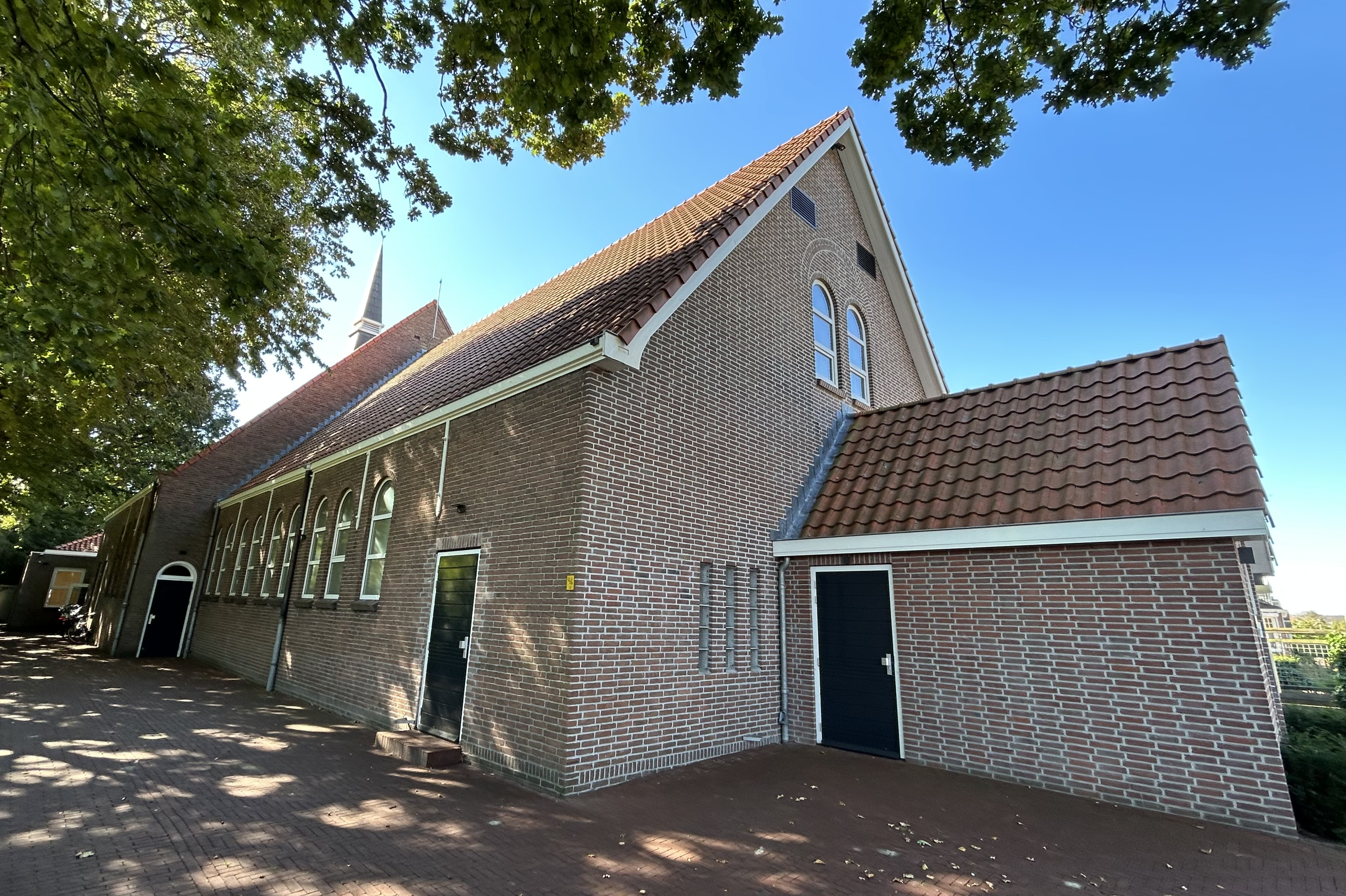
Christelijke Gereformeerde Kerk te Middelharnis

#### Zoeken naar verbinding
De christelijk-gereformeerden voelden zich geroepen tot vereniging van alle gereformeerden "die ten volle wilden leven naar Schrift en Belijdenis." In 1909 was er aandacht voor het inmiddels in 1907 ontstane kerkverband van de Gereformeerde Gemeenten. De conclusie werd “dat de tijd voor vereniging nog niet rijp was.” In 1919 deed de synode de uitspraak "dat alle Gereformeerden uit alle kerken, naar eis van de Heilige Schrift en Formulieren van Enigheid geroepen zijn zich tot de Christelijke Gereformeerde Kerk te voegen." In 1922 zwakte de synode de uitspraak af en sprak uit dat zij in de Gereformeerde Gemeenten "een gelijkwaardige en wettige openbaring van het lichaam van Christus wilden erkennen."
Andersom bleek gereserveerdheid. Ds. G.H. Kersten verweet de Christelijke Gereformeerde Kerk "gebrek aan beginsel." Hij wilde de Nederlandse Hervormde Kerk ook niet als ‘vals’ bestempelen. Op de achtergrond speelden politieke aspecten een rol (ARP-SGP). Een deel van de bevindelijke richting binnen de CGK bleef de ARP steunen. De politieke voorkeurstrijd leverde binnen het kerkverband spanningen op.
Voor J.J. Van der Schuit (1882-1968) was het christelijk-gereformeerd beginsel het beginsel der Afscheiding. In een artikelenserie van zijn hand dat in 1919 verscheen in boekvorm zette hij uiteen wat dit beginsel der Afscheiding volgens hem inhield. "De Christelijke Gereformeerde Kerk in Nederland, naar grondslag en levensbeginsel beoordeeld is de enige wettige voortzetting van de kerk der [af]scheiding [van 1834]." "De [af]scheiding, die uit de ader van 't waarachtig geestelijk leven, uit de diepte van de nood der ziel geboren is, had tot wapenspreuk: wat zegt de Heilige Schrift?, wat eist de gereformeerde belijdenis?"

#### Belijdenis en avondmaal
Van der Schuit had een standpunt dat uitging van het ideaal en hier waren binnen het kerkverband verschillende visies over waar te nemen. Op 23 augustus 1912 schreef Van der Schuit in De Wekker: “Wij moeten vasthouden, dat het in heilige ure van belijdenis doen niet gaat over het geloof in den voorwerpelijke, maar in den onderwerpelijke zin van ‘t woord. Er moet hoe klein ook, toch aanwezig zijn een levend geloof.” Zijn collega De Bruin reageerde hierop en schreef: "Indien de schrijver dezer regelen hier alleen bedoelde dat een Gode welbehagelijk belijden alleen dan kan geschieden, wanneer het levend geloof aanwezig is, en dat als eis Gods op het bezit van een levend geloof moet aangedrongen worden, wij zouden het terstond toestemmen. Maar dat bedoelt de schrijver niet." (...) "Wij onderscheiden wat God eist en wat de kerk mag eisen. Deze tweeërlei eis bij het doen van belijdenis, de eis Gods en de eis van de kerk mag niet uit het oog verloren worden. Door de eersten eis te verwaarlozen verzwakt men het belijdenis doen tot een examen van goed afgelegd catechetisch onderwijs; door den laatste voorbij te zien en als Kerk van ieder belijder een zaligmakend geloof te eisen, wordt men Labadist. Dit het laatste moet ook volgen, dat men dan ieder, die op belijdenis van zaligmakend geloof wordt toegelaten tot het Avondmaal, ook verplichten moet ten Avondmaal. In de Gereformeerde Kerken wordt den belijders die verplichting opgelegd; immers hunne belijdenis onderstelt het zaligmakend geloof. Wij komen dan, evenals bij de onderstelde wedergeboorte bij den doop, ook bij het Avondmaal op het gebied der onderstellingen en wij halen de neo-gereformeerde leer, welke onze Kerk verwerpt, door een achterdeur weer binnen. Wil ds. Van der Schuit daar ook heen, als hij zegt, dat de tot dusver gebruikte vragen van Voetius niet voldoende zijn?”
De verschillende visies zorgen voor een scheidslijn die vooral na de Tweede Wereldoorlog scherper geworden is. Er was een stroming die zich in de richting bewoog van de Gereformeerde Kerken vrijgemaakt en een stroming die verwant bleef aan de Gereformeerde Gemeenten.

Binnen de CGK werd de Nadere Reformatie overwegend gewaardeerd. Van der Schuit verwees naar Alexander Comrie (1706-1774) als het ging om de praktijk dat het voorkwam dat doopleden geen belijdenis des geloofs af leggen of belijdende leden niet deelnemen aan het Heilig Avondmaal omdat men geen geloofszekerheid had.
Alleen vergete men niet, dat er onderscheid is tussen „zekerheid” en „zekerheid”. Er is om met Comrie te spreken een zekerheid des geloofs en er is een zekerheid des gevoels. Hier zijn wel geen tegenstellingen, maar toch zeer stellig onderscheidingen, die tot verwarring kunnen leiden en sommige zielen in een bepaalde hoek drijven, waar de angst van een „zich een oordeel eten en drinken" hen pijnigt.
Het is de moeite waard Comrie eens op dit punt te lezen. De schrijver over „de eigenschappen des geloofs” is onder ons volk genoegzaam bekend als een man, die de zielsoefeningen van Gods vromen weet na te speuren onder de microscoop van het Woord Gods. Het is heus een aanbeveling waard, dat onze candidaten en onze dienaren des Woords in dit laboratorium geen vreemdeling zijn.— Prof. J.J. van der Schuit, Ten dis geleid, De Wekker 2 october 1959
Het blijkt mij telkens weer, dat ook de mannen van de „Nadere Reformatie” geen andere grondslag voor het gezond geestelijk leven hebben gelegd, dan wat de Reformatoren ons hebben gewezen. Comrie is ons hier ten voorbeeld. De „Nadere Reformatie" moge meer het accent op de beoefening, op de practijk des geestelijken levens hebben gelegd, de fundatie voor dit geestelijk leven was geen andere, dan die wij bij de bronnen van het Reformatorisch ontwaken zullen vinden. In de Reformatie speelde het Roomse subjectivisme de Kerk parten. Tijdens de „Nadere Reformatie” wilde het Remonstrants objectivisme de teugels grijpen. Deze beide uitersten hebben de richting en de inhoud bepaald, waarin het Gereformeerd theologisch denken zich voortbewoog, zowel tijdens als na de Reformatie. Toen de Kerk al meer veruitwendigde, toen het geestelijk leven al meer verschraalde, toen alle gestaltelijke vroomheid als „ziekelijk” ter deure werd gewezen, toen was het meer dan ooit tijd, dat mannen als Comrie en Schortinghuis hun stem lieten horen, om aan „gestaltelij ke vroomheid” de plaats te geven, die haar naar Schrift en confessie toekomt. Hierom schreef Comrie zijn „eigenschappen des geloofs" en hierom schreef Schortinghuis zijn boek „het innige Christendom”.— Prof. J.J. van der Schuit, Ten dis geleid, De Wekker 2 october 1959

#### Discussie over het genadeverbond met de Gereformeerde Gemeenten
In 1919 was de conclusie van de CGK-synode: "de Gereformeerden Gemeenten staan met ons op één wortel des geloofs" en "vertonen kentekenen van de ware kerk." Langzaam maar zeker groeiden de contacten hoewel stroef van aard. Deze contacten werden definitief afgebroken toen Kersten in De Saambinder van 12 april 1928 aandacht besteed aan 'een nieuw opkomende dwaling’, namelijk die van 'de drieverbondenleer.' Aanleiding vormde het in september 1927 verschenen catechisatieboekje van de christelijke gereformeerde predikant Jan Jongeleen (1879-1961). Volgens Kersten werd het genadeverbond in dit boekje "te conditioneel" voorgesteld en losgemaakt van de verkiezing. Van der Schuit, Jongeleen, en De Bruin verdedigden hierop de leer van het genadeverbond zoals binnen de CGK werd geleerd. Toen Kersten een poging deed om de invloedrijke Prof. G. Wisse aan zijn zijde te krijgen, koos deze publiekelijk voor de zijde van De Bruin en de christelijk-gereformeerde verbondsopvatting. De Bruin benadrukte dat er in zijn kerk ruimte was voor een afwijkende opvatting, zolang dit geen onschriftuurlijke consequenties tot gevolgen zou hebben. Volgens de Amersfoortse predikant Gerard Salomons (1890-1975) die zichzelf bestempelde als 'gematigd tweeverbonder', moeten "beide lijnen elkaar in evenwicht houden: verkiezing en verwerping opkomend uit het soeverein welbehagen, werken en doel ter verheerlijking Gods. [Maar] de verkiezing in de Heilige Schrift [wordt ons] niet slechts in abstracto, maar veeleer in concreto geopenbaard (ook de verwerping), n.l. in verband gebracht wordt met onze mensheidsgeschiedenis en de geschiedenis des heils." "Infra en supra behoren in de kerk niet tegenover elkander te staan, ze staan naast elkander, vullen elkander aan, kunnen elkander in het evenwicht houden."
Waar de Gereformeerde Gemeenten benadrukken dat het verbond der verlossing van eeuwigheid en het verbond der genade in de tijd ten diepste hetzelfde zijn, benadrukt de CGK het onderscheid tussen beiden. Het genadeverbond behoort tot Gods heilsbedeling in de tijd. Vanuit de verkiezing en vanuit het verbond der verlossing, vanuit het onderhandelen en beraadslagen van de drie Personen in God onderling, treedt God in het genadeverbond naar buiten in de openbaring en bekendmaking van Zijn heil en genade, niet slechts aan de uitverkorenen, maar aan gevallen zondaren.
J. Brons (1934-2022) noteerde de volgende verschillen tussen beide verbonden:
- 1. Er is verschil in tijd van oprichting. Het verbond der verlossing is door God opgericht in de eeuwigheid "voor de grondlegging der wereld". Het genadeverbond is door God opgericht in de tijd: met dit verbond gaat de Heere in in de historie.
- 2. Er is verschil tussen partijen in het verbond. In het verbond der verlossing is sprake van de Drie Personen in God als partijen, die een verbond sluiten (ook wel raad des vredes genoemd). In het genadeverbond zijn de partijen enerzijds God en anderzijds Abraham en zijn natuurlijk zaad (onder het Oude verbond), de gelovigen en hun natuurlijk zaad (onder het Nieuwe verbond).
- 3. Er is verschil in de plaats van de mens in beide verbonden. In het verbond der verlossing gaat het over de mens of, beter gezegd, over het geheel van de nieuwe mensheid in tegenstelling tot de verkiezing waarin het gaat over menselijke personen die uitverkoren worden. In het genadeverbond gaat het om Gods handelen met de mens.
- 4. Er is verschil tussen de plaats van Christus in beide verbonden. In het verbond der verlossing is Christus Hoofd van het verbond, in Wie alle verkorenen en alleen de verkorenen wezenlijk begrepen zijn. In het genadeverbond is Christus de Middelaar van het verbond. In het offer en daarmee in het Borgwerk van de Heere Jezus is het genadeverbond gefundeerd, terwijl het al het heil dat Christus door Zijn Borgwerk verworven heeft en op grond van Zijn Borgwerk nog beheert en ten uitvoer brengt tot inhoud heeft.
- 5. Er is verschil in duurzaamheid. Het verbond der verlossing, het pact tussen de Drie Personen in God is onverbreekbaar; het genadeverbond is van Gods kant evenzeer onverbreekbaar, (het is niet een verbond van eeuwigheid, wel een verbond tot in eeuwigheid), door de bondelingen van hun kant kan het verbond (de objectieve zijde) wel verbroken worden.[20] De misvatting die zou kunnen ontstaan dat God afhankelijk is van de beslissing van de mens (iets wat de gereformeerde belijdenis tegen de remonstranten weerspreekt) wilde men vermijden door onderscheid te maken tussen de objectieve zijde en subjectieve zijde van het verbond.

"De ongedoopte kinderen liggen buiten het verbond Gods, maar de gedoopte kinderen zijn bondelingen zoals de Heidelbergse Catechismus zegt. Dit onderscheid maakt de verantwoording voor kinderen uit christelijke ouders des te zwaarder, in het geval zij onbekeerd sterven. Want het onderscheid verandert onze staat voor God niet. Zonder de toepassing door Goddelijke genade blijven wij onbekeerd voortleven." "Mogelijk zegt u, het is zo, maar wat moet ik doen? Wat u doen moet, leert u Gods Woord. U moet geloven. Wat? Dat Christus uw Borg is? Dit zegt Gods Woord niet, maar dat God is, die Hij is (Exodus 3:14), en een beloner degenen die Hem zoeken (Hebreeën 11:6). Gij moet geloven dat God is zoals Hij Zich in het Evangelie aan zondaren openbaart (Johannes 3: 16). U zegt mogelijk: maar die verzoening die Christus teweeg bracht is toch niet algemeen? Nee, zij geldt slechts de uitverkorenen. Maar wijst mij deze eens aan? Wie weet dat? God laat zondaars roepen tot Zijn gemeenschap, en dus ook u! God roept u, en deze roeping vloeit niet uit de wet, maar uit het Evangelie. De bazuin van de evangelische roeping wordt gehoord op het terrein van het genadeverbond. En tot dat verbond behoort u volgens het doopsformulier. Daarvan draagt gij het teken en zegel aan uw voorhoofd, bij welke doop de Heere beloofd heeft, dat zo u Hem zoekt, Hij zeker door u gevonden zal worden.”
De Bruin waarschuwde voor verbondsmethodisme dat volgens hem redeneerde: "De kinderen der gemeente zijn bondelingen. Aan die bondelingen wordt in de doop de belofte van vergeving der zonden beloofd en verzegeld. Nu moet iedere bondeling, die onder de Waarheid leeft en dus den band des verbonds niet openlijk verbreekt, geloven dat die verzegelde belofte ook daadwerkelijk aan hem is toegepast, (hier wordt de schenking en toepassing der belofte, de eerste is voorwerpelijk in Gods Woord, de laatste geschiedt onderwerpelijk door den Heiligen Geest, met elkander helaas verward). De prediking moet de bondelingen opwekken dat te geloven en zich te bekeren. En zich bekeerd hebbende moet de bondeling vast geloven, dat hij nu is in het bezit van de vergeving der zonde en opdat dit geloof al vaster worde gedurig ten Avondmaal gaan." "De grote fout is de verwarring tussen toezegging en toepassing van de verbondsbelofte. De gehele gemeente bestaat uit bondelingen en daarom moeten deze als „geroepen heiligen” beschouwd en aangesproken worden. Dat zij het niet allen zijn en niet allen zalig worden, ontkent men niet maar men onderstelt toch, dat zij gelovigen zijn. De tweede grote fout is de weg, die voorgesteld wordt tot toe-eigening des heils. De bondeling moet beginnen met geloven, dat hij een bondeling, dus een gelovige, dus een bezitter van de vergeving der zonde is en dat hij dus in daadwerkelijk bezit heeft, wat in den Doop als belofte verzegeld wordt. Hier wordt de orde des heils geheel omgekeerd. Dit verbondsmethodisme wijst een weg aan, die niet overeenkomt met de oude Gereformeerde leer, zo min als met de Schrift."

## Periode 1944-1953
In de periode na de Tweede Wereldoorlog speelde invloed van de theologie van Jan Gerrit Woelderink (1886-1956) een rol. Deze predikant zette zich af tegen zowel de Gereformeerde Kerken in Nederland (Kuyper) maar ook de Gereformeerde Gemeenten (Kersten). Hij bedrukte de waarde van het verbond en het geloof als noodzakelijke reactie daarop. Door het ontstaan van de Gereformeerde Kerken vrijgemaakt in 1944  was bezinning op deze kerkelijke groepering noodzakelijk. Terwijl sommigen hen zagen als bondgenoten en als het levende bewijs van het eigen gelijk in 1892, anderen zagen juist verschillen.
Gedurende de jaren dertig en veertig komen verschillende voorgangers met een bevindelijk-gereformeerde signatuur over naar het kerkverband waaronder W. Baaij (1893-1961), D.L. Aangeenbrug (1891-1984) en L. Gebraad (1894-1980). Het gedachtegoed van Wisse, die in 1928 was aangetreden als docent aan de Theologische School had op hen aantrekkingskracht. In praktijk bleek niet altijd evenveel affiniteit met het hele kerkverband waar veel waarde wordt gehecht aan naleving van de kerkorde en een goede opleiding voor predikanten.
Volgens kerkhistoricus Willem van 't Spijker groeiden de Christelijke Gereformeerde Kerken naar een vernieuwd profiel: “van een sterk subjectieve inslag naar een meer objectieve belofteprediking.” Deze koerswisseling verklaarde de sympathie die ontstond voor de Gereformeerde Kerken vrijgemaakt waar vooral verbondsmatig gepreekt werd en niet zozeer bevindelijk.

#### Overeenkomsten en verschillen met de Gereformeerde Kerken Vrijgemaakt (GKv)
Op het eerste gezicht hadden de kerkverbanden veel overeenkomsten, zowel theologisch als historisch. De voorman van de vrijgemaakten Klaas Schilder (1890-1952) stond evenals de christelijke gereformeerden negatief tegenover de opvattingen van Kuyper van de veronderstelde wedergeboorte. De vrijgemaakten legden alle nadruk op Gods verbond en Zijn beloften die ons in de doop zijn toegezegd en verzegeld. Men was afkerig van bevindelijke prediking dat zou leiden tot lijdelijkheid en valse mystiek. Men zag hier een onderwaardering in van Gods verbond en toezeggingen. De verschillen tussen de CGK en de vrijgemaakten spanden zich voornamelijk samen rondom het thema van de toe-eigening van het heil.

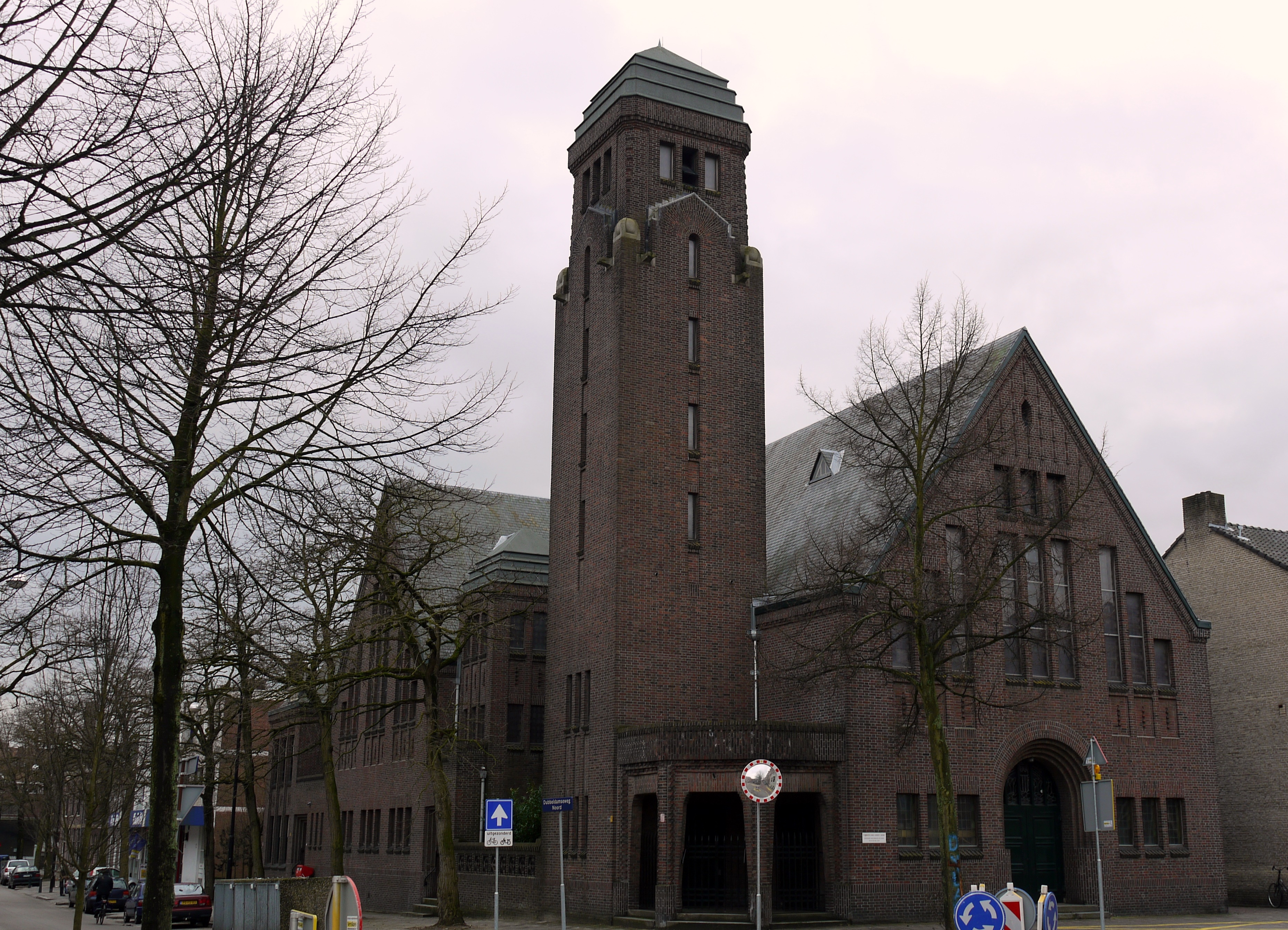
Christelijke Gereformeerde Kerk te Dordrecht (Centrum)

In 1952 verlieten de predikanten E. du Marchie van Voorthuysen (1901-1986) en J. G. van Minnen (1900-1971) het kerkverband. Zij wilden dat het kerkverband de samensprekingen met de vrijgemaakten en synodaal gereformeerden abrupt zou stoppen. Na de Tweede Wereldoorlog kwam echter een verlangen om het gesprek met deze kerkverbanden aan te gaan. De CGK-synode van 1953 kreeg te maken met een kritisch rapport van de classis Dordrecht onder leiding van ds. M. Baan (1905-1973). Naar aanleiding van de onrust werd door de synode een Kanselboodschap uitgegeven. Hieruit sprak zorg over de ontwikkeling van de prediking en andere verschijnselen binnen het kerkverband die zouden wijzen op toenemende vervlakking. Zowel ds. W. Kremer als Prof. G. Wisse waren van doorslaggevende betekenis geweest bij de totstandkoming van de kanselboodschap van 1953.

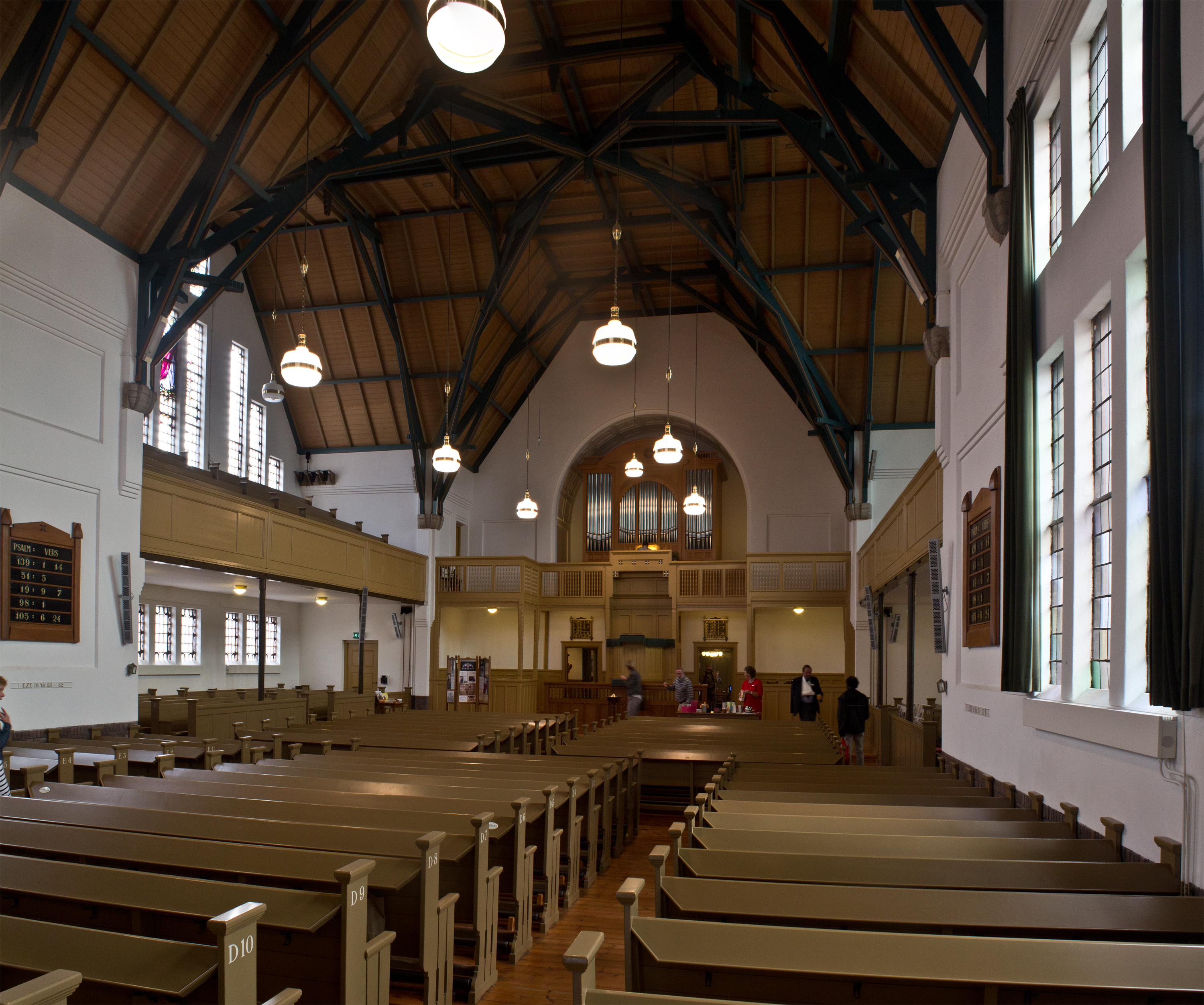
Christelijke Gereformeerde Kerk te Dordrecht (Centrum)

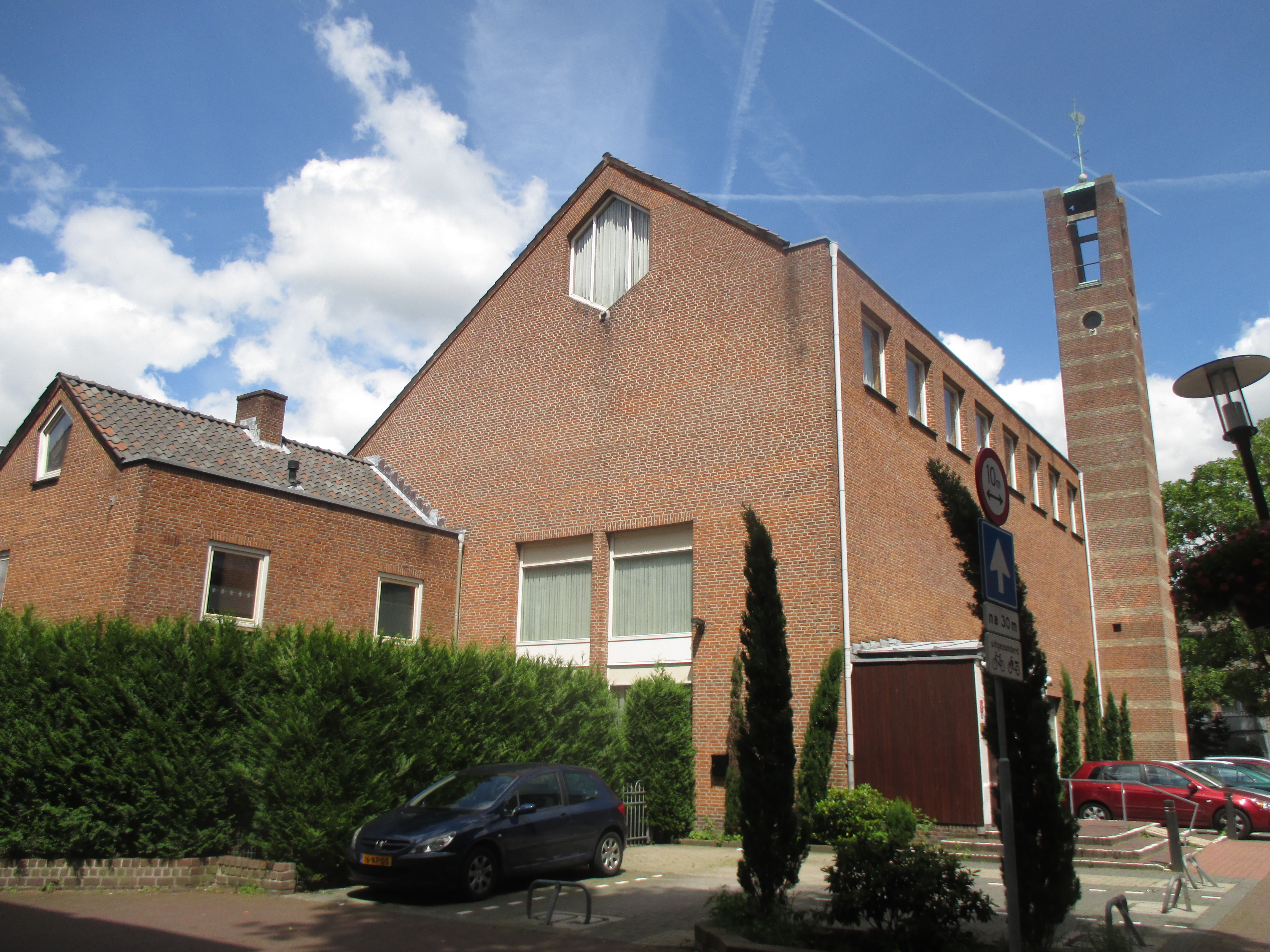
Christelijke Gereformeerde Kerk te Amersfoort

## Periode 1953-1962
Onderhuids bleven de verschillen van inzicht echter bestaan en werd de afstand tussen de flanken in de navolgende periode groter. De synode van de CGK heeft steeds de eenheid binnen het kerkverband weten te bewaren door veel verantwoordelijkheid te leggen bij de plaatselijke gemeenten. Keerzijde hiervan is dat men op plaatselijk niveau steeds verder uit elkaar is gegroeid.

#### Willem Kremer (1896-1985)
Willem Kremer werd in 1953 hoogleraar aan de Theologische School te Apeldoorn. Ook was hij hoofdredacteur van De Wekker. Op belangrijke generale synoden functioneerde hij als voorzitter, t.w. 1941, 1947 en 1953. Kremer zag zich geroepen om de flanken bij elkaar te houden. Hij gaf een aanzet hoe de prediking binnen het kerkverband zou moeten zijn. "We mogen in de prediking de gemeente niet benaderen vanuit een bepaald vooringenomen standpunt. Als zouden bijvoorbeeld alle gedoopten automatisch delen in het heil. Of als zouden allen (vanuit de gedachte van de al-verzoening) eenmaal wel zalig worden. Het Woord moet beslag leggen met Zijn beloften en eisen". Kremer had een lange staat van dienst binnen de CGK en genoot het vertrouwen van de oude garde. Het werd de vraag in hoeverre er gesproken kon worden van een ontwikkeling in zijn opvattingen. Volgens Brienen zou Kremer als hoogleraar in de periode 1954-1969 een voortrekkende rol hebben ingezet voor 'een ander type prediking' waarin meer het accent kwam te liggen op 'het geloof' en 'de gemeente als verbondsgemeente'. Deze benadering wordt in de tweede helft van de twintigste eeuw toonaangevend.

#### Berend Jacob Oosterhoff (1915-1996)
De tweede hoogleraar die benoemd werd als opvolger van Van der Meiden door de synode van 1953 was Berend Jakob Oosterhoff (1915-1996). Oosterhoff was nog meer als Kremer een kenmerkende vertegenwoordiger van een nieuwe generatie binnen de CGK. Als hoogleraar publiceerde Oosterhoff studies die in de rechterflank van het kerkverband en in andere delen van de gereformeerde gezindte bezwaren opriepen. Bij hem vielen woorden en zinnen als "herinterpretatie", "actualisering van teksten", "belijdenis niet als een knellende band", "tekst van het Oude Testament is geen dode letter", "in een latere tijd en in een latere context kan een tekst een nieuwe betekenis ontvangen." In sommige delen van de reformatorische gezindte vond men de stellingen van Oosterhoff, met name ten aanzien van Genesis en de Brieven van Paulus te ver gaan. Eén van zijn stellingen ten aanzien van Genesis was: "Hoofdstuk 2 en 3 [van dit Bijbelboek] verhalen ons feiten, maar deze worden ons medegedeeld in symbolische taal". Oosterhoff kon samen met zijn latere collega Johannes Pieter Versteeg (1938-1987) als voorloper beschouwd worden van een derde, meer progressieve stroming binnen de CGK. In diens taalveld was de argumentatie terug te horen van de stroming die vanaf de jaren zeventig en zeker vanaf de jaren tachtig sterker van zich zal laten horen. De mening van de vrijgemaakte Joh. Francke (1908-1990) over de theologische denkwijze van Oosterhoff was: "Zij is niet extreem links, dus niet in de geest van Kuitert, maar het is ook niet gereformeerd. Het is tweeslachtig en daardoor gevaarlijk! Met een stelling als deze zet prof. Oosterhoff zich buiten de gereformeerde belijdenis aangaande het gezag van de Schrift."

#### Jan van Genderen (1923-2004)
Tussen 1954 tot 1993 was Jan van Genderen (1923-2004) hoogleraar in de dogmatische vakken in Apeldoorn. Van Genderen keerde zich in 1951 tegen de opvattingen van Woelderink over de verkiezing. "Wij zijn bang voor een abstracte predestinatieleer, die het evangelie niet voluit laat doorklinken, en voor de tirannie van het systeem, waarvan de hoogste wijsheid schijnt te zijn: als ge niet uitverkoren zijt, wordt ge niet zalig! Wij willen luisteren naar de Schrift. Maar daarom menen wij, dat de gemeente niet gebaat is met beschouwingen als die van Woelderink, juist omdat ze niet verantwoord zijn tegenover het Woord van God." Van Genderen genoot bij zijn aanstelling het vertrouwen van Van der Schuit die zelf worstelde met de opvattingen van Woelderink, de predikant die in de periode voor de Tweede Wereldoorlog met een bepaalde profetische toon van zich had laten horen. Van der Schuit herkende zich voor een deel in diens opvattingen tegen de Gereformeerde Kerken in Nederland enerzijds en anderzijds de Gereformeerde Gemeenten, maar onderkende niettemin ook diens onderwaardering van de wedergeboorte in de zin van de Dordtse Leerregels. Bij Van der Schuit was aan het einde van diens loopbaan meer waardering te bespeuren voor iemand als Schilder dan in een eerdere periode.

#### Grensverkeer
Vanaf de jaren vijftig zochten predikanten zoals G.A. Zijderveld (1910-1992), E. Venema (1922-2003), P. van der Bijl (1910-1995), en J.C. van Ravenswaaij (1918-2002) hun toevlucht tot de Gereformeerde Gemeenten. In 1960 sloot de predikant W. Baaij (1893-1961) zich met de gemeente Doorn aan bij de Oud Gereformeerde Gemeenten in Nederland. Hier stond tegenover dat (tijdens en na deze periode) er ook weer gemeenten en voorgangers uit bevindelijk-gereformeerde kring zich bij de Christelijke Gereformeerde Kerken (sinds 1947 meervoud) aansloten, waaronder R, Kok (1890-1982) in 1956 met de gemeenten Veenendaal, Westzaan en Mijdrecht, alsmede de gemeenten Sliedrecht (in 1962) met J. Overduin en Rotterdam-Kralingen met P. Overduin (in 1980). Deze gemeenten hadden een zelfstandig bestaan geleid maar een achtergrond binnen het kerkverband van de Gereformeerde Gemeenten. Respectievelijk hadden zij zich in 1950 en 1930 van het laatstgenoemde kerkverband afgescheiden.
Per saldo nam de bevindelijke prediking binnen de Christelijke Gereformeerde Kerken gedurende de jaren zestig en zeventig af. Gemeenten die voorheen een strikt bevindelijke signatuur hadden verschoten enigszins van kleur en gingen over tot het doorvoeren van bescheiden liturgische vernieuwingen. De televisie die in de jaren zestig in opkomst kwam werd binnen de Christelijke Gereformeerde Kerken in het algemeen stilzwijgend geaccepteerd en als middel gezien om het evangelie uit te dragen. Bezwaren uit de rechterflank lagen niet op het gebied van de uitvinding van de televisie op-zich, maar wel dat het gebruik van de televisie in de huiskamer gevolgen zou kunnen hebben voor de levensstijl en de maatschappelijke normen en waarden van individuele gemeenteleden. Het gebruik van het medium voor evangeliedoeleinden betekende in hun ogen ook acceptatie voor het persoonlijk gebruik.

## Periode vanaf 1962

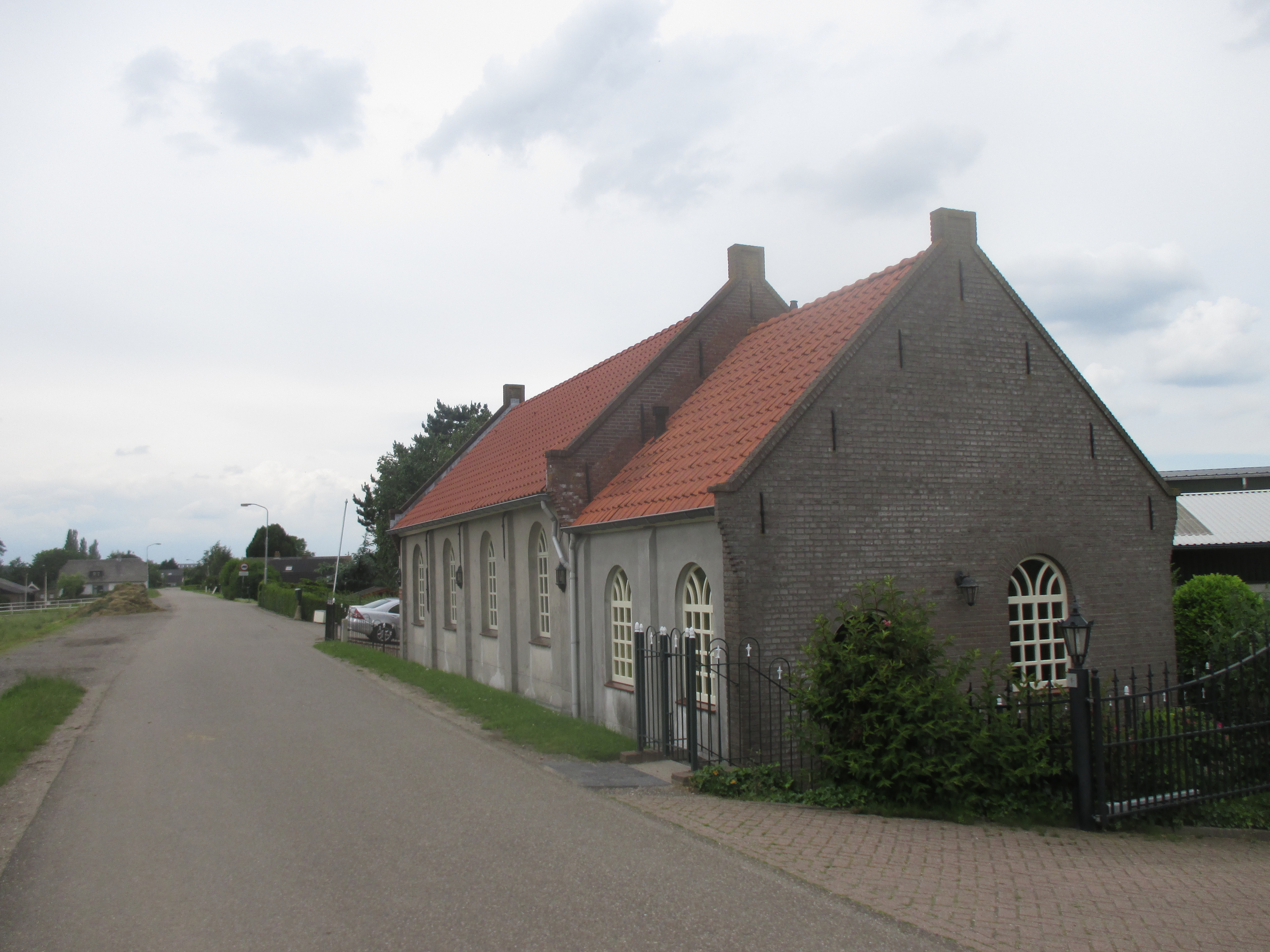
Christelijke Gereformeerde Kerk te Poederoijen

#### Discussie Bijbelvertaling (1962)
Op de synode van 1962 werd een gevoelige discussie gevoerd over het gebruik van de Nieuwe Bijbelvertaling van 1951. De synode sprak ten slotte uit "dat dus het gebruik van de Nieuwe Vertaling naast de Statenvertaling in de eredienst niet is af te keuren. Oog hebbend voor de situatie op heden in ons kerkelijk leven acht de synode het echter raadzaam de Statenvertaling in de eredienst te gebruiken. Er is door dit besluit niets veranderd in de leer der kerken noch in de beleving van Gods Waarheid, daar die nooit afhankelijk zijn van een vertaling, maar alleen gegrond op het Woord van God zelf, zoals het in de grondtalen ons is gegeven en waaruit elke dienaar de boodschap van het levende Woord heeft te brengen." Naar aanleiding van dit besluit werd door bezwaarden het Landelijk Comité tot Behoud van de Statenvertaling opgericht. Toen het comité ook vanuit andere kerken steun kreeg, werd het omgezet in een stichting: Gereformeerde Bijbelstichting (GBS)

#### De vraag naar meer gezangen (1967)
In 1967 werd de vraag naar meer gezangen luider in de kerken. Volgens de voorstanders was het niet overeenkomstig de bedoeling van Calvijn geweest dat in de erediensten vrijwel uitsluitend psalmen worden gezongen. Een belangrijk argument was ook dat de kerk door het zingen van Nieuwtestamentische gezangen naast de psalmen, die afkomstig zijn uit het Oude Testament, "niet langer verhinderd zou zijn, om de naam van haar Heere Jezus in haar lied te noemen."  De tegenstanders wezen op het feit, dat een van de oorzaken van de Afscheiding in 1834 de strijd om de gezangen was geweest. Ook waren zij van mening dat de oudtestamentische psalmen "volop Christus- of Messiaanse psalmen genoemd konden worden.”
Toen in 1973 het Liedboek voor de Kerken verscheen werd het zingen uit deze bundel door de synode niet toegestaan. Inmiddels is de praktijk met betrekking tot het zingen van gezangen en liederen naast de psalmen aanzienlijk verruimd.

#### T. Brienen en de prediking van de Nadere Reformatie (1974)
In 1974 verscheen een proefschrift van T. Brienen (1930), destijds predikant in Groningen, die promoveerde tot doctor in de godgeleerdheid op het onderwerp: De prediking van de Nadere Reformatie. Behalve waardering riep dit proefschrift bedenkingen op in de rechterflank van de CGK. Behalve waardering voor de stroming sprak Brienen in dit proefschrift de mening uit, dat de predikers van de Nadere Reformatie de 'geclassificeerde hoorders' toespraken "niet met de beloften van het evangelie, maar met een overmatige bekommernis om de subjectieve gesteldheid van de mens. In feite wordt de mens hier verwezen naar zijn ervaring, om daaruit zekerheid te verwerven. Daarmee is de concentratie van de mens op zichzelf gegeven, gevoed door een prediking, die de zielsgestalten breed uitmeet, maar niet meer vanuit de beloften Gods, de heilsfeiten, de openbaring, appelleert." Brienen stelde de zgn. kenmerkenprediking onder kritiek als “on-Bijbels”, “de belofteprediking werd erdoor versmald.”

## Recente ontwikkelingen

### Samenwerking met andere kerken

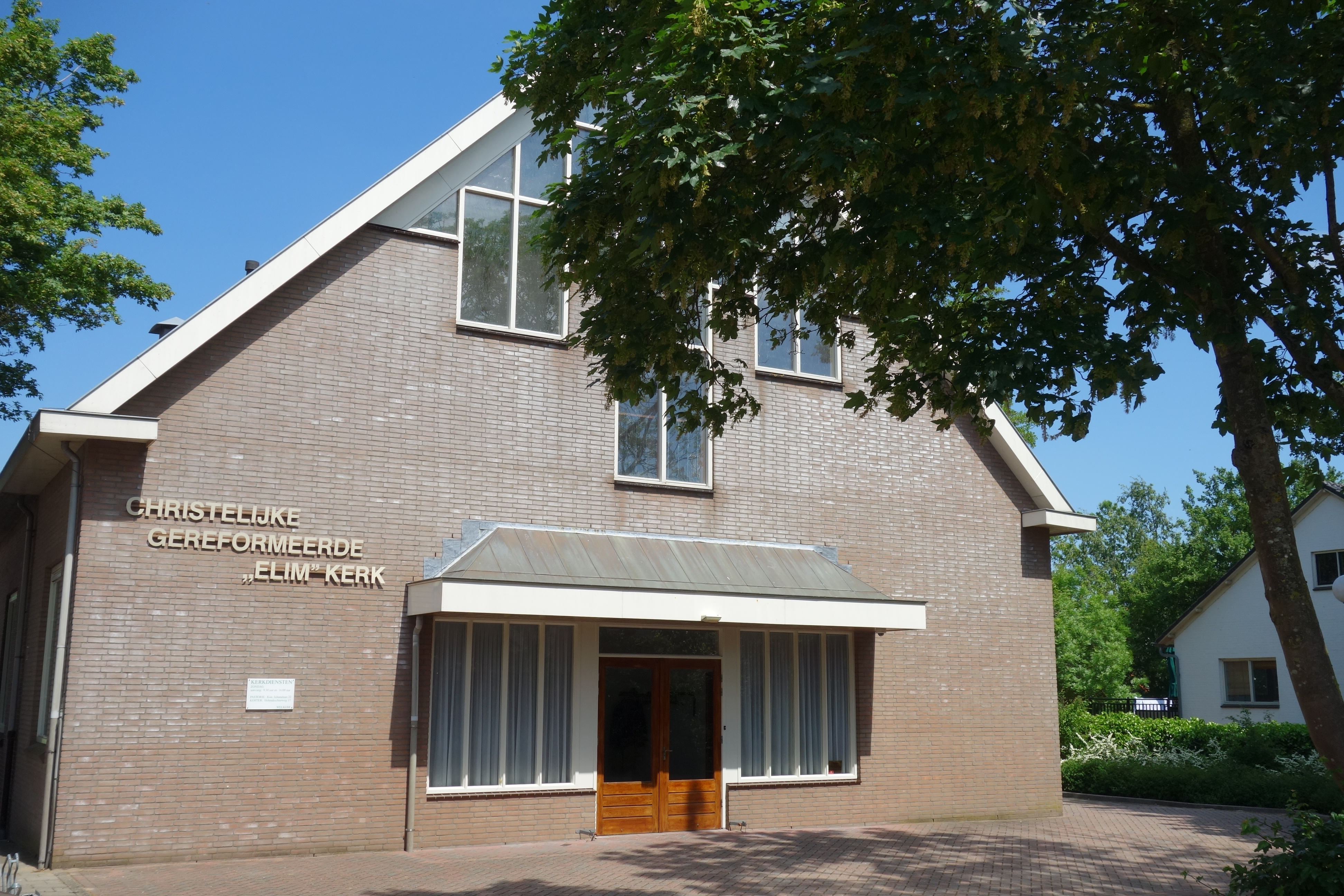
Christelijke Gereformeerde Kerk te Ouderkerk aan de Amstel

Met de voorlopers van de Nederlandse Gereformeerde Kerken (de fusie van de Nederlands Gereformeerde Kerken en de Gereformeerde Kerken vrijgemaakt) waren nauwe betrekkingen opgebouwd. Plaatselijk was er vaak sprake van samenwerking, op enkele plaatsen ook met de voormalige Gereformeerde Kerken in Nederland (nu onderdeel van de Protestantse Kerk in Nederland). De synode 2019 sprak uit, dat plaatselijke samenwerking mogelijk is met gemeenten waar geen vrouwelijke ambtsdragers dienen, geen kinderen aan het heilig avondmaal worden toegelaten en waar ook de verdere praktijk strookt met de uitspraken van de CGK-synode. Het contact met de voortgezette Gereformeerde Kerken in Nederland heeft vooralsnog geen officieel karakter gekregen. Deputaten kerkelijk eenheid gaan onderzoeken of er een gemeenschappelijk verstaan is van Schrift en Belijdenis.
In 2010 besloot de CGK-synode kanselruil met predikanten uit de Hersteld Hervormde Kerk mogelijk te maken. De synode van de Hersteld Hervormde Kerk besloot in 2012 dat ook in omgekeerde richting toe te staan.
In 2013 gaf de synode toestemming om predikanten uit de Protestantse Kerk Nederland (PKN) die Schrift en de gereformeerde belijdenis in ere houden voor te laten gaan op de kansel. Van een brede openstelling van kansels voor predikanten vanuit de PKN is echter geen sprake, ook niet van het erkennen van elkaars attestaties zonder meer.
De synode 2019 besloot met 26 stemmen voor en 24 tegen de 'Verklaring van Verbondenheid van de Nationale Synode' niet te ondertekenen. In 2019 werd deze Verklaring door veertig kerken verschillend van aard wel ondertekend, waaronder de vrijzinnige geloofsgemeenschap van remonstranten, de Protestantse Kerk in Nederland, evangelische en migrantenkerken. Het preadvies van de hoogleraren Huijgen en Peels aan de synode was om "tegen de conclusies van het meerderheidsrapport te stemmen." Volgens de rapporteur van het meerderheidsrapport, ds. A. van der Zwan (1972) leverden de contacten met sommige deelnemers aan de Nationale Synode "eerder vervreemding dan herkenning op." Ook het voorstel om een geassocieerd lidmaatschap van de Raad van Kerken aan te gaan, werd met 29 stemmen tegen verworpen. Het kerkverband neemt wel deel aan het Contactorgaan Gereformeerde Gezindte (COGG).

### Ontwikkelingen na synode 2019
Inmiddels vormt de CGK een complex kerkverband waarbij de uiteen groeiende verscheidenheid een bedreiging vormt voor het voortbestaan ervan. Als plaatselijke gemeenten niet bereid zijn genomen besluiten van de synode na te volgen komen als gevolg hiervan classicale verhoudingen onder druk te staan.   Deze gemeenten worden opgeroepen besluiten terug te draaien "omdat dit schade toebrengt aan de eenheid van de kerken." Op 20 april 2024 kwamen vertegenwoordigers van vrijwel alle Christelijke Gereformeerde Kerken samen in een convent. Hier werden gesprekken gevoerd en meningen gepeild rondom de thema’s Schriftgezag en Schriftbeschouwing, de visie op het kerk-zijn en de toekomst van de CGK.  Op 29 januari 2025 werden vijftig revisieverzoeken tegen het besluit vrouw en ambt door de generale synode afgewezen. Het noodplan om gemeenten die zich niet willen onderwerpen aan de besluiten van de synode onder te brengen in zogenoemde interim-classis, werd na intensieve bespreking en onvoldoende steun tijdens de zitting van de synode op 31 januari 2025 door de commissie toekomst kerkverband ingetrokken.

### Impasse
Door alle plaatselijke en synodale ontwikkelingen is het kerkverband in een impasse terechtgekomen. De kerken bleven - ondanks de besluiten van de synode uiteen groeien in een spagaat "waarbij de linker- en de rechterflank in de kerk elkaar niet meer verstaat." Op plaatselijk niveau [waar afgeweken wordt van de synodale norm] wordt de binding met het kerkverband minder en men begrijpt de historisch gegroeide regelingen niet of willen die niet meer. Gemeenten die willen afwijken van de synodale lijn, beroepen zich op de vrijheid waarbij men aangeeft dat de opbouw en eenheid van de gemeente ermee worden gediend. Bij de z.g. samenwerkingsgemeenten is dit een belangrijk punt. De samenwerkingsovereenkomst, die goedgekeurd is door synode van 2013 schrijft voor dat kerkenraden bij geconstateerde strijdigheid tussen kerkelijke besluiten een weg moeten zoeken die de opbouw en eenheid van de gemeente dient en die zoveel mogelijk recht doet aan de bedoeling van alle besluiten. Verder schrijft de samenwerkingsovereenkomst voor dat die kerkenraad zijn beslissing ter acceptatie voorlegt aan de classis van het kerkverband dat het besluit nam waarvan afgeweken wordt.
Vanuit synodale hoek klinkt protest als men van mening is, dat sommige kerken zich in hun opvattingen en praktijken plaatsen buiten de kaders "die de synode biddend, met geopende Schriften en na onderlinge gesprekken besluit als bindend heeft vastgesteld voor de kerken." Volgens ds. P.D.J. (Peter) Buijs (1961), praeses van de synode 2016 "is er sprake binnen de CGK sprake van een normatief standpunt over vrouw en ambt. Prof. Herman Selderhuis (1961) hoogleraar kerkgeschiedenis en kerkrecht aan de TUA stelde tijdens een landelijke vergadering voor ambtsdragers op zaterdag 30 maart 2019: "Dus kun je niet zomaar bepaalde dingen toelaten of gedogen. Gemeenten die eigenmachtig besluiten vrouwelijke ambtsdragers te benoemen, stellen zich buiten de kerk." Vanuit de linkerzijde stelde men daar tegenover: "dat de CGK-synode samenwerking gestimuleerd heeft [met de Gereformeerde Kerken vrijgemaakt en Nederlands Gereformeerde Kerken] en verantwoordelijk zijn voor het feit dat deze [samenwerking]gemeenten zijn ontstaan." Zowel de behoudende richting als de progressieve stroming beroept zich hierbij op de eenheid. De progressieve stroming op basis van eenheid in verscheidenheid en de behoudende richting op eenheid in de waarheid. De synode 2019/2022 besloot "dat gemeenten, waaronder ook samenwerkingsgemeenten, zijn gebonden aan kerkelijke uitspraken van de CGK."
Volgens Selderhuis willen de Christelijke Gereformeerde Kerken gereformeerd zijn. "Gereformeerd hangt nauw samen met de oude trits sola gratia, sola scriptura en sola fide." "Sola scriptura: de Schrift als norm en bron", "ook als die anders spreekt dan wat ik wil horen en dan wat past bij de cultuur."